# Nouvelair
A Nouvelair Limited Company, vagy Nouvelair Tunisie, vagy csak egyszerűen a Nouvelair egy Tunéziában működő légitársaság, amelynek a székhelye tunéziai Monasztirban található. A légitársaság charter járatokat üzemeltet Európából tunéziai üdülőhelyekre. Bázisrepülőterei a Monasztir Habib Bourguiba nemzetközi repülőtér, a Tunisz-Karthágó nemzetközi repülőtér és a Dzserba–Zarzis nemzetközi repülőtér.

## Története
A légitársaságot 1989-ben alapították, mint Air Liberté Tunisie, és 1990. március 21-én kezdte meg működését. A francia Air Liberté leányvállalataként alakult meg. 614 alkalmazottja volt 2007. márciusában.

## Vállalati ügyek

### Tulajdonjog és menedzsment
A légitársaság magántulajdonban van. A jelenlegi részvényesek (2014. júliusban):
- Tunisian Travel Service (55%)
- Sofiat (20%)
- Carte (15%)
- Marhaba Hotels (10%)

Az ügyvezető igazgató Chokri Zarrad.

## Úticélok

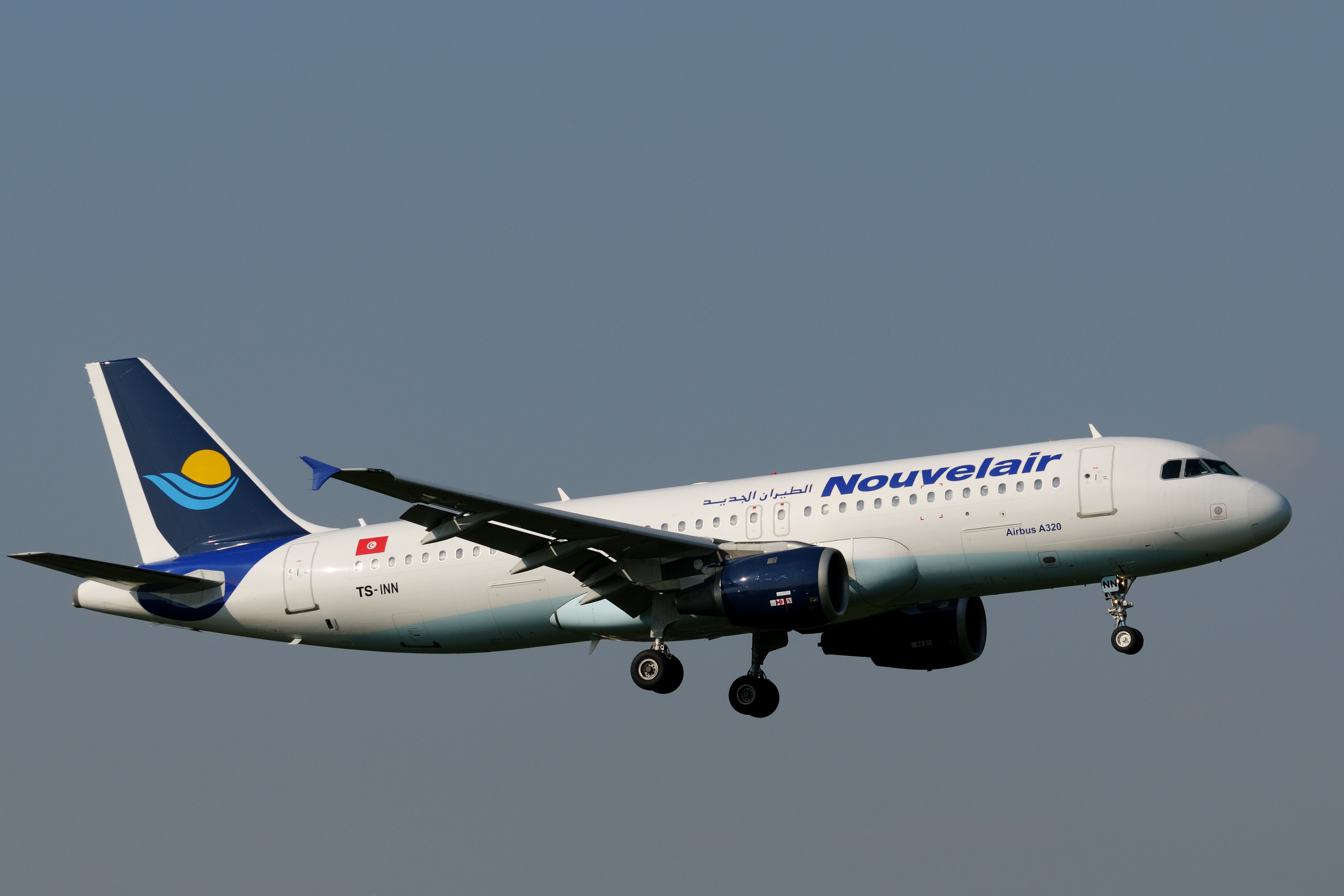
Nouvelair Airbus A320-200-as

2019. júniusától a Nouvelair menetrend szerinti járatokat üzemeltet a következő repülőterekre:
| Ország             | Repülőtér                                     |
| ------------------ | --------------------------------------------- |
| Algéria            | Algíri repülőtér                              |
| Belgium            | Brüsszeli repülőtér                           |
| Franciaország      | Bordeaux–Mérignac repülőtér                   |
| Franciaország      | Lille repülőtér                               |
| Franciaország      | Lyon – Saint Exupéry repülőtér                |
| Franciaország      | Marseille Provence repülőtér                  |
| Franciaország      | Nantes Atlantique repülőtér                   |
| Franciaország      | Nizza Côte d’Azur repülőtér                   |
| Franciaország      | Charles de Gaulle repülőtér                   |
| Franciaország      | Strasbourgi repülőtér                         |
| Franciaország      | Toulouse-Blagnac repülőtér                    |
| Németország        | Berlin Tegel repülőtér                        |
| Németország        | Düsseldorfi repülőtér                         |
| Németország        | Hannoveri repülőtér                           |
| Németország        | Stuttgarti repülőtér                          |
| Oroszország        | Vnukovo nemzetközi repülőtér                  |
| Tunézia            | Djerba – Zarzis nemzetközi repülőtér          |
| Tunézia            | Enfidha–Hammamet nemzetközi repülőtér         |
| Tunézia            | Monastir Habib Bourguiba nemzetközi repülőtér |
| Tunézia            | Tunisz – Carthage nemzetközi repülőtér        |
| Törökország        | Isztambuli repülőtér                          |
| Törökország        | Sabiha Gökçen nemzetközi repülőtér            |
| Egyesült Királyság | Gatwick repülőtér                             |
| Egyesült Királyság | Manchester repülőtér                          |

## Flotta
| Repülőgép       | Darabszám | Rendelések | Utasok |
| --------------- | --------- | ---------- | ------ |
| Airbus A320-200 | 11        | 0          | 177 fő |
| Airbus A320-200 | 11        | 0          | 180 fő |

## Fordítás
- Ez a szócikk részben vagy egészben  a   Nouvelair című angol Wikipédia-szócikk ezen változatának fordításán alapul.  Az eredeti cikk szerkesztőit annak laptörténete sorolja fel. Ez a jelzés csupán a megfogalmazás eredetét és a szerzői jogokat jelzi, nem szolgál a cikkben szereplő információk forrásmegjelöléseként.
- Ez a szócikk részben vagy egészben  a   List of Nouvelair destinations című angol Wikipédia-szócikk ezen változatának fordításán alapul.  Az eredeti cikk szerkesztőit annak laptörténete sorolja fel. Ez a jelzés csupán a megfogalmazás eredetét és a szerzői jogokat jelzi, nem szolgál a cikkben szereplő információk forrásmegjelöléseként.

## Kapcsolódó szócikk
- Légitársaságok listája